# La Forge
La Forge is een gemeente in het Franse departement Vosges in de regio Grand Est. De gemeente maakt deel uit van het arrondissement Épinal en sinds 22 maart 2015 van het op die dag opgerichte kanton La Bresse. Daarvoor was La Forge onderdeel van het kanton Remiremont.

## Geografie
De oppervlakte van La Forge bedraagt 4,7 km², de bevolkingsdichtheid is 116,0 inwoners per km².
De onderstaande kaart toont de ligging van La Forge met de belangrijkste infrastructuur en aangrenzende gemeenten.

## Demografie
Onderstaande figuur toont het verloop van het inwonertal (bron: INSEE-tellingen).